# Sven Ole Fagernæs
Sven Ole Fagernæs (Oslo, 12 de marzo de 1945) es un jurista y funcionario noruego que ha sido procurador general de Noruega desde el año 2004.
Tiene un grado cand.jur de la Universidad de Oslo. Trabajó para el Ministerio de Justicia y de Policía de 1973 a 1976 y en ese periodo también trabajó como juez junior en el Indre Sogn. En 1976 comenzó a trabajar en la Oficina del Fiscal General de Noruega. Se convirtió en asistente del fiscal general de Noruega en 1987.
Ha sido procurador general de Noruega desde 1994, excepto por un periodo de 1998 a 2001, cuando formaba parte de la Secretaria de Estado en el Ministerio de Justicia. Fue también gobernador de Svalbard, en el año 2005.

Se convirtió en comandante de la Orden de San Olav en 2004.